# Пункахарью
Пу́нкахарью (фин. Punkaharju) — бывший муниципалитет (община) в провинции Южное Саво в Восточной Финляндии. Ныне в составе муниципалитета Савонлинна.
Существовал с 1924 по 2013 годы. Расположен в 30 км к юго-востоку от Савонлинна на озере Пурувеси, вдоль которого тянутся озы.
В состав муниципалитета входили два населённых пункта: Пункасалми (фин. Punkasalmi) — административный центр общины, а также Путикко (фин. Putikko).
Население по состоянию на 31 декабря 2012 года — 3702 человека. Занимал площадь 748,12 км², из которых 276,86 км² приходилось на водную поверхность. Плотность населения составляла 7,85 чел./км².
В бывшем муниципалитете Пункахарью размещается научно-исследовательский лесопарк, открытый для посетителей. Здесь же находится Финский научно-исследовательский институт леса и государственный музей леса и многофункциональный выставочно-культурный центр «Лусто».
В лесопарке произрастают одни из самых высоких деревьев во всей Финляндии, например сосны высотой около 40 метров.
Здесь расположен известный национальный заповедник — Хребет Пункахарью, охраняемый государством.
Ранее в составе Санкт-Михельской губернии Российской империи.

## Интересные места
Достопримечательности:

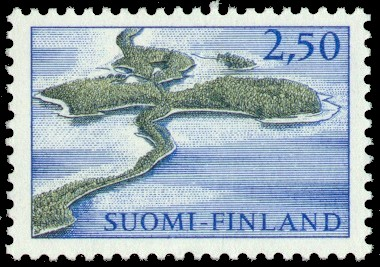
Почтовая марка Финляндии, посвящённая Моренной гряде Пункахарью, 1967 г.

- одна из крупнейших в Северной Европе художественных галерей — Ретретти;
- мини-зоопарк домашних животных Хепокатти;
- усадьба-мастерская художницы Йоханны Орас;
- парк водных развлечений Kesämaa;
- оборонительная линия Салпа.